# Careful with That Axe, Eugene
„Careful with That Axe, Eugene“ je instrumentální skladba britské rockové skupiny Pink Floyd, která poprvé vyšla jako B strana singlu „Point Me at the Sky“ v prosinci 1968. Jako její autoři jsou uvedeni všichni tehdejší členové skupiny.

## Kompozice
Základem skladby je klávesový jam, který je doprovázen výraznou baskytarou, jež hraje pouze jeden tón, notu D v oktávách, a jemnými bezeslovnými vokály. Tato kostra přechází do jediného textu skladby, výhrůžně zašeptaných slov „careful with that axe, Eugene“ (česky: opatrně s tou sekerou, Evžene), která jsou následována Watersovým vřískotem. Skladba dále pokračuje, její hlasitost se zvyšuje; v této části je charakteristická Gilmourova kytara a jeho scat. Koncová část skladby se postupně stává jemnější a tišší.

## Živé a alternativní verze
Skladba „Careful with That Axe, Eugene“ byla pravidelnou součástí koncertního setlistu Pink Floyd mezi lety 1968 a 1974. První doložený koncert, kde byla v rané verzi uvedena jako „Keep Smiling People“, proběhl 23. května 1968 v Amsterdamu. Dne 25. června téhož roku odehrála skupina ve studiích BBC dvě vystoupení, která byla nahrávána pro rozhlasovou stanici BBC Radio One. Zde byla tato skladba označena jako „Murderistic Woman“, záznamy byly odvysílány 11. srpna a 8. září 1968 v pořadu Top Gear Johna Peela. V roce 1969 se po úpravách a pod názvem „Beset by Creatures of the Deep“ stala součástí suity „The Journey“ na tematických koncertech The Man and the Journey. Naposledy zahráli Pink Floyd skladbu „Careful with That Axe, Eugene“ na vystoupení 22. června 1974 ve francouzském Colmaru, tento rok byla hrána jako přídavek. Na jediném dalším koncertě konaném dne 9. května 1977 v americkém Oaklandu zazněla zcela mimořádně jako poslední přídavek.
Původní verze skladby o délce dvou a půl minuty pochází z jedné session v EMI Studios, později byla rozšiřována a její živá verze dosahovala i 12 minut. Studiová verze o délce 5 minut a 45 sekund byla nahrána v průběhu října 1968, vydána byla jako B strana singlu „Point Me at the Sky“ dne 6. prosince toho roku. Zařazena byla též na kompilaci Relics (1971) a na bonusové CD The Early Singles box setu Shine On (1992). Živá verze skladby byla vydána na dvojalbu Ummagumma (stopáž 8:50, 1969) a je k vidění též ve filmu Pink Floyd v Pompejích (1972). V roce 1969 Pink Floyd skladbu upravili a pod názvem „Come in Number 51, Your Time Is Up“ nahráli pro soundtrack k filmu Zabriskie Point (stopáž 5:01, 1970).

## Původní sestava
- David Gilmour – elektrická kytara, vokály
- Rick Wright – elektronické varhany
- Roger Waters – baskytara, vokály
- Nick Mason – bicí